# Ernani
Ernani je název opery Giuseppe Verdiho z roku 1844. Autorem libreta je Francesco Maria Piave na motivy dramatu Victora Huga.
Jedná se o pátou Verdiho operu, která byla poprvé uvedena 9. března 1844 v Benátkách.

## Historie
Ohlas předchozí opery Lombarďané přinesl Verdimu první zákazku z jiné scény: operu pro benátské Teatro La Fenice. Téma si vybral sám: romantickým a revolučním nábojem proslulé drama Victora Huga Hernani — v italském přepisu Ernani. Liberto zpracoval benátský básník Francesco Maria Piave a o připravované opeře se hovořilo už dlouho předem. Vzrušující drama lásky a cti mělo sice 9. března 1844 jen nevalnou premiéru (Barezzimu o tom psal jeho syn Giovanni 10. března: „slyšeli jsme Ernaniho s Guaskem bez hlasu a až hrůza ochraptělým, a s Loewovou, která nikdy nezpívala tak falešně, jako včera“), zato velmi slavné byly reprízy. Dík Ernanimu se Verdi stal skutečným pojmem. Nakladatel Ricordi poslal partituru díla do více než dvaceti divadel a kolovaly zvěsti, že na ní vydělal nejméně 30 000 rakouských lir. Také Ernani putoval na dlouhou řadu zahraničních operních scén, dokonce ještě rychleji než Nabucco. Byl první Verdiho operou, která se hrála v Praze (15. prosince 1849 německy ve Stavovském divadle).

## Hlavní postavy
| Role                                    | Hlas                    | Premiéra, 9. března 1844 |
| --------------------------------------- | ----------------------- | ------------------------ |
| Ernani, vůdce banditů                   | tenor                   | Carlo Guasco             |
| Don Carlos, španělský král              | baryton                 | Antonio Superchi         |
| Don Ruy Gomez de Silva, španělský grand | bas                     | Antonio Selva            |
| Elvíra                                  | soprán                  | Sophie Löwe              |
| Johanna, Elvířina chůva                 | soprán nebo mezzosoprán | Laura Saini              |
| Don Riccardo, králův podkoní            | tenor                   | Giovanni Lanner          |
| Jago, podkoní Dona Ruye Gomeze de Silva | bas                     | Andrea Bellini           |

## Obsah
Ernani je lyrická opera o čtyřech dějstvích. Její děj se odehrává na počátku 16. století ve Španělsku.

### První dějství
Loupežnická banda se utábořila v horách v Aragonii. Bandité opěvují nezávislý život. Jejich vůdce Ernani je zavržený šlechtic, jehož otce, aragonského vévodu, zabil člen španělské královské rodiny. Ernani vypráví, že jeho milá Elvíra má být provdána za svého pěstouna a strýce, vévodu Dona Ruye Gomeze de Silva. Ernani a jeho druzi se rozhodnou, že Elvíru unesou.
Elvíra na Silvově hradě toužebně očekává milovaného Ernaniho, s nímž chce sdílet osud bandity. Avšak místo očekávaného milence si do Elvířiných komnat vynutí vstup přestrojený španělský král Carlos a vyznává jí lásku. Elvíra by však jej i sebe raději zabila, než aby jeho city opětovala. Vtom se objeví Ernani. V Carlosovi poznává vraha svého otce a vyzývá ho na souboj. Náhle přichází sám vévoda de Silva, jenž je odhodlán s oběma vetřelci a rivaly rovněž bojovat. Když je odhalena králova pravá totožnost, Silva prosí o odpuštění. Král jeho prosby vzápětí vyslyší, protože potřebuje jeho podporu při volbě za císaře Svaté říše římské. Ernanimu rovněž dává milost, ten ji ale odmítne a uprchne.

### Druhé dějství
Elvíra naoko vyhověla Silvově žádosti o ruku. Zatímco sluhové připravují svatbu, prosí jakýsi poutník o přijetí. Silvův rod byl vždy vyhlášen svým pohostinstvím, a tak ani Silva neváhá a neznámého cizince příjme. Když vstoupí Elvíra ve svatebních šatech, odloží poutník svůj plášť. Je to Ernani, který se domnívá, že Elvíra zradila jeho lásku. Život pro něj ztratil smysl a žádá po Silvovi, aby jej vydal králi. Silva však odmítne. Jednou poskytnuté právo hosta pro něj znamená zákon. Silva poté spěchá, aby své sídlo zabezpečil před blížícími se královskými oddíly. Elvíra sdělí Ernanimu, že se k ní donesla zpráva o jeho smrti a ke svatbě se Silvou svolila jen proto, aby se pak u oltáře dýkou probodla. Smířený Ernani Elvíru obejme, když v tu chvíli se nečekaně vrátí Silva a při pohledu na smířený pár přísahá pomstu. Král Carlos mezitím žádá o vstup do zámku, neboť si myslí, že se v něm skrývá vzbouřenec Ernani. Silva svého soka hluboce nenávidí, čest mu však brání hosta vydat. Carlos tuší, že Silva Ernaniho chrání, a hrozí mu mučením. Silva zůstává neoblomný a Carlos tedy odvádí Elvíru jako rukojmí. Věří, že si tím vydání Ernaniho vynutí. Silva se chce poté s Ernanim vypořádat a vyzve ho na souboj. Ernani jej ale přesvědčí, aby se společně postavili proti králi. Ernaniho život ale přesto zůstane v Silvových rukou, neboť mu Ernani předává jako zástavu roh s přísahou, že ukončí svůj život, jakmile na něj zatroubí.

### Třetí dějství
Zatímco němečtí kurfiřti volí v dómu v Cáchách nového císaře, čeká Carlos v úkrytu v kryptě s ostatky Karla Velikého na skupinu spiklenců, kteří se zde údajně mají domluvit na jeho zavraždění. Carlos lamentuje o svém dosavadním životě a hledá sílu pro císařské úkoly, jež na něj zřejmě čekají. Objeví se spiklenci, mezi nimi také Silva a Ernani. Los určí, že Carlose má zabít Ernani. Silva marně prosí, aby právo na pomstu bylo přenecháno jemu. Tři dělové rány ohlašují, že Carlos byl právě zvolen císařem. Jako císař Karel V. se nyní postaví spiklencům a oznamuje, že je čeká tvrdý trest. Na Elvířinu přímluvu a podle vzoru Karla Velikého jim však velkoryse odpouští.

### Čtvrté dějství
Ernani smí opět nosit vévodský titul a slaví ve svém paláci svatbu s Elvírou. Pozdě v noci jsou na terase paláce konečně sami. V tom zazní z dálky zvuk rohu. Ernani posílá zděšenou Elvíru pryč a staví se tváří v tvář svému sokovi, který přichází s maskou na tváři. Po chvíli ji snímá a vyžaduje po Ernanim splnění slibu. Ernani ho žádá o chvíli štěstí s Elvírou na konci svého nešťastného života. Silva je však neoblomný. Objevuje se Elvíra a ani její prosby nepomáhají. Ernani se probodne a umírá v jejím náručí